# Heinz Waldmüller (Künstler)

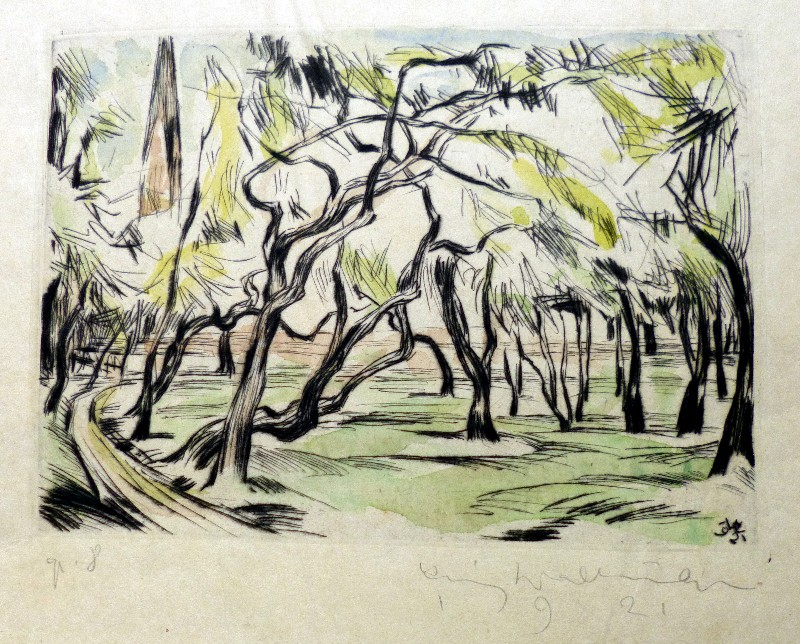
Grafik 1921

Heinz, eigentlich Heinrich Waldmüller (* 12. November 1887 in München; † 2. November 1945 in Erlangen), war ein deutscher Landschaftsmaler und Radierer, der überwiegend in München und Nürnberg wirkte.

## Leben
Waldmüller wuchs als Sohn eines Künstlers in Wil im Kanton St. Gallen auf. Mit 20 Jahren kehrte er zu seinem Geburtsort zurück, wo er zunächst Radierung an der Königlichen Kunstgewerbeschule München bei Maximilian Dasio studierte, später Malerei an der Akademie der Bildenden Künste München bei Otto Seitz. Er war Soldat im Ersten Weltkrieg, hielt sich 1929 in Paris auf, lebte 1931 bis 1945 in Nürnberg, danach in Erlangen. Im Stadtteil Alterlangen von Erlangen wurde 1949 eine Straße nach ihm benannt.

## Werke (Auswahl)
- Motiv Große Waldlandschaft mit Kapelle links (Radierung), 1912
- Motiv Lesender an Tisch vor Fenster, zu Sonne blickend. (Radierung), um 1920[5]
- Motiv Gärten bei München, Öl auf Holz[6]
- Einsame Häuser im Schnee, Ölbild, in der Modernen Galerie des Saarlandmuseums Saarbrücken (Angabe von 1961[3])
- Winterliche Straße, Aquarell, in der Modernen Galerie des Saarlandmuseums Saarbrücken (Angabe von 1961[3])

Darüber hinaus finden sich Druckgrafiken in der Staatlichen Graphischen Sammlung München und im Münchner Stadtmuseum.

## Ausstellungen (Auswahl)
- 1913 Sonderausstellung im Museum St. Gallen und im Kunsthaus Zürich[3]
- 1919 und folgende Jahre Neue Sezession, Alte Sezession München
- 1924, 1925 und 1928 Einzelausstellungen in der Galerie Barchfeld, Leipzig[8][9]
- 1925 Berlin
- 1927 Kollektivausstellung Kunsthütte Chemnitz
- 1950 Gedächtnisausstellung in der Orangerie der Universität Erlangen[3]
- 1951 Gedächtnisausstellung in der Galerie Hielscher in München[3]